# Руднєвський НВК

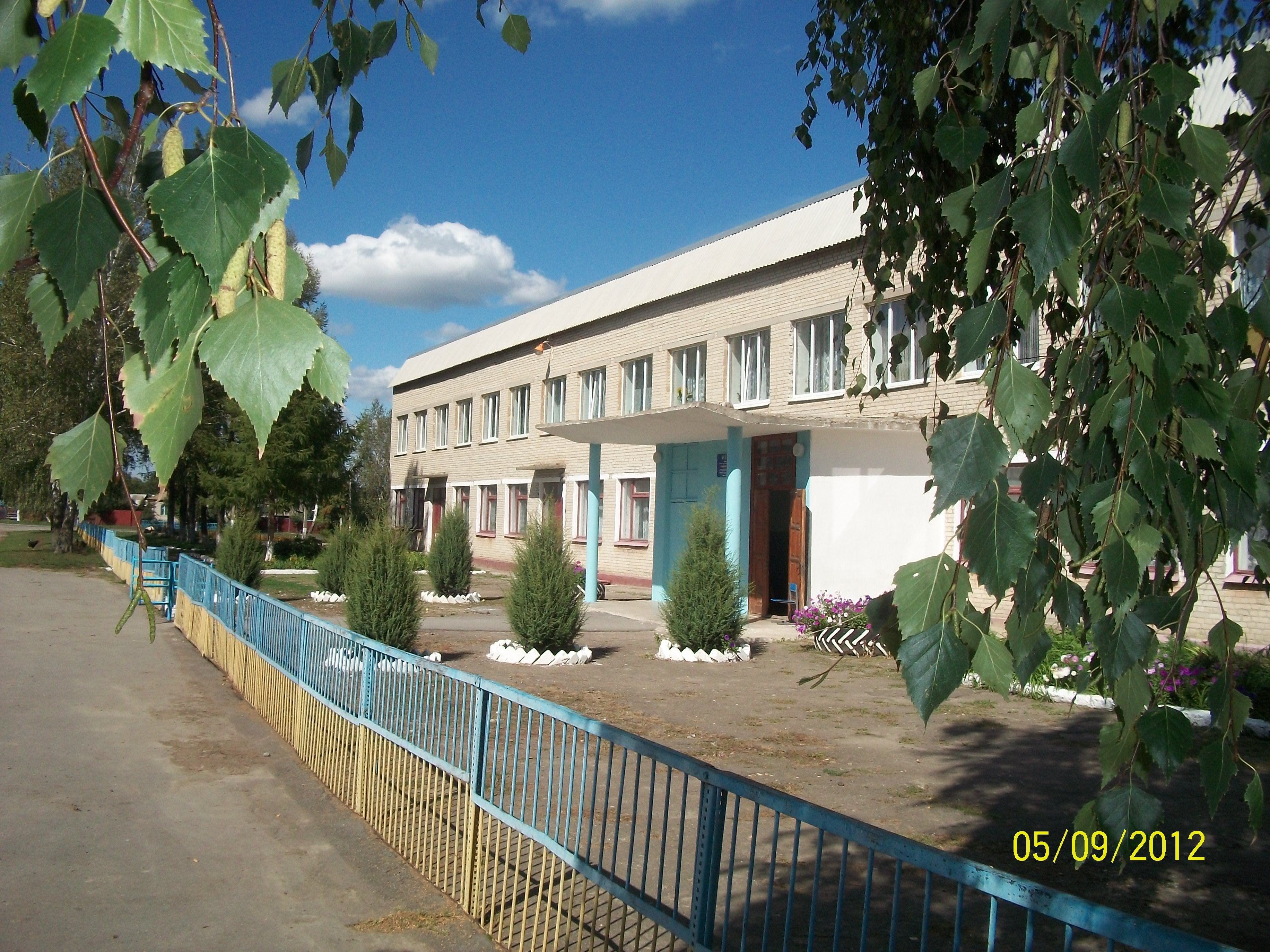
Сучасність

Руднєвський НВК — школа І-ІІІ ступенів у селі Руднєве Путивльського району Сумської області.
Історія школи починається у далекому 1880 році, коли в селі Берюх (нині Руднєве) відкрита церковно-приходська школа, яка була розміщена в пристосованому будиночку по вулиці, яка нині має назву Радянська. В ній навчалось два класи учнів.

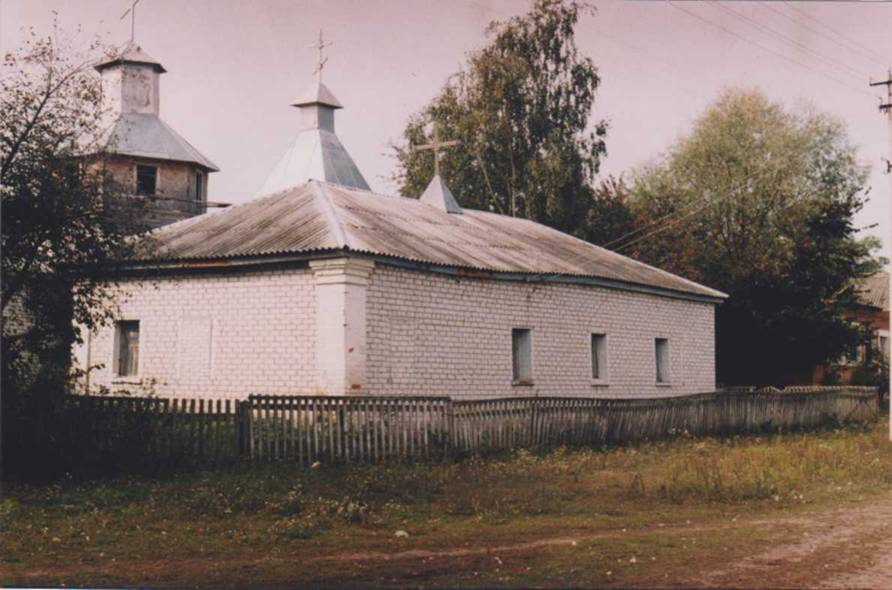
Тут розміщувалася церковно-приходська школа.

В даний час в цьому приміщенні розташована церква Успіння Пресвятої Богородиці та Семи Мучеників Маковіїв. Церковно-приходську школу закінчив Герой Радянського Союзу, комісар партизанського з'єднання С. А. Ковпака Семен Васильович Руднєв.
1918—1929 — у селі Бєрюх відкрита початкова школа з обов'язковою освітою в чотири класи. Школа розміщалася у двох приміщеннях: в церковно-приходській школі і царській волості (нині контора сільського споживчого товариства).
В школі навчалося 100 учнів. Завідував початковою школою Некрасов Федір Макарович.
1929—1937 — відкрита семирічна школа з обов'язковим семирічним навчанням. В школі навчалося більше 300 учнів.
1937 рік — відкрита середня школа. Директором школи був беззмінний Некрасов Федір Макарович, який пропрацював до 1944 року. До існуючих приміщень добудовано нове з двох будівель розкуркулених «куркулів» з хутора Романівна. В цьому приміщенні навчалися учні 8-10 класів. Тут знаходилася учительська і музична школа. Вчителем музики був Марцинковський Є. М.

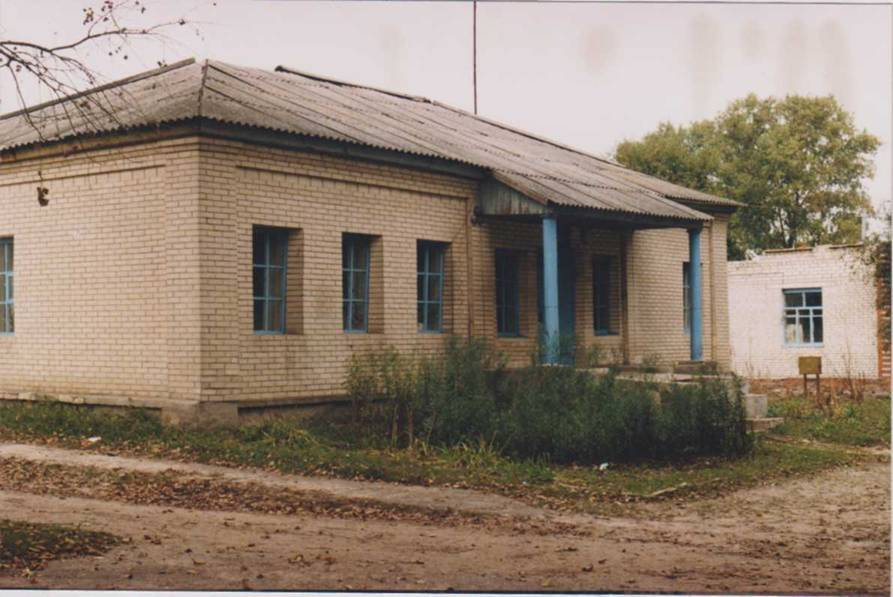
Школа розміщалася у двох приміщеннях: в церковно-приходській школі і царській волості.

В Бєрюховській середній школі навчалися діти з усієї околиці: з Вощиніна, Мачулища, Шульошива, Мазівки, Пилівки, Вегерівки, Нової Слободи, Воронівки, Стрельників та інших сіл. Починаючи з 5 класу, всіх класів було по два (А, Б). В класах навчалося по 30-40 учнів, всього в школі навчалося близько 450 дітей.
1941 рік — випущений четвертий випуск учнів 10 класу. В цьому році фашисти зайняли село Бєрюх. Свій штаб вони розмістили в приміщенні старших класів середньої школи. Від необережного поводження німців з вогнем, школа згоріла.
1943 рік — фашисти вигнані із села. Під школу віддали іще три приміщення розкуркулених куркулів.
1945—1950 — школу очолив директор Шовіков Павло Кузьмич.
950—1956 — директором школи працював Голубков Іван Костянтинович. Школу продовжували відвідувати діти із всіх сусідніх сіл. Класів було по два, учнів налічувалося до 1000 дітей.
1956—1958 — директор школи Тєльонков С. М. Закрита середня школа, реорганізована у восьмирічну школу.
1962 рік — школа перейменована в Руднєвську, тому що с. Берюх було названо Руднєве в пам'ять про Героя Радянського Союзу С. В. Руднєва.

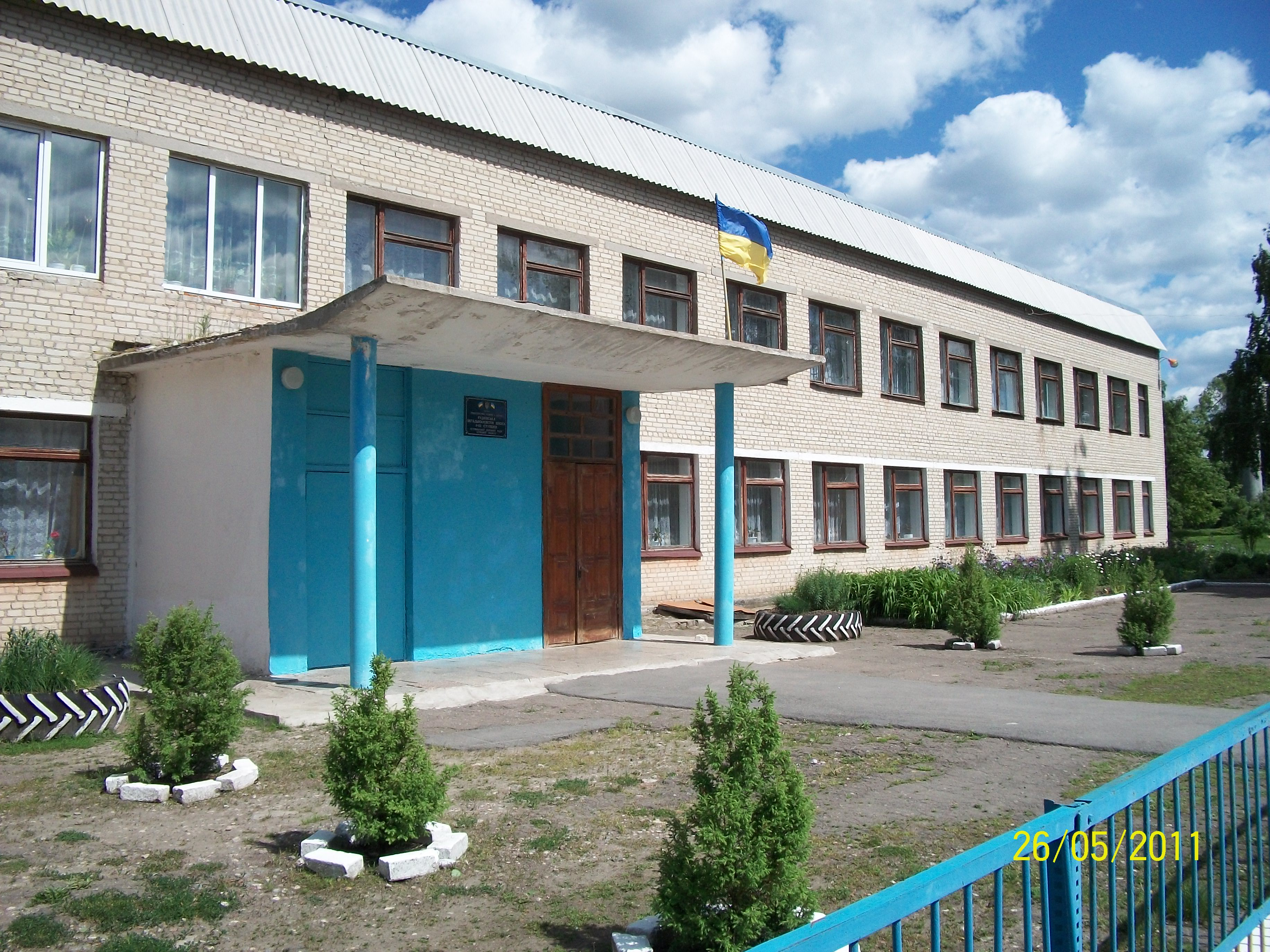
Сучасність

1963 рік — директором школи працював Латишев Павло Григорович. В школі вводиться кабінетна система навчання. Під школу побудовано іще одне приміщення на два класи, одне з них — хіміко-біологічний кабінет.
1977 рік — при директорі Оводенко Віталію Йосиповичу побудувано восьмирічну школу.
1988 рік — знову відкрита середня школа.
З 2007 року директором школи працює Юдін Віталій Миколайович.
У 2008 році школу перейменовано в Руднєвський навчально-виховний комплекс: загальноосвітню школу І-ІІІ ступенів — дошкільний навчальний заклад Путивльської районної ради Сумської області.